# Acanthopholis stereocercus
Acanthopholis stereocercus är en fyrbent växtätande dinosaurieart av släktet Acanthopholis som hittades av Seeley år 1869. Den levde under yngre krita, under albianskedet. Fynd hittades i Cambridge Green Sand Formations i Cambridgeshire, England.
A. stereocercus inkluderar ornithopodryggkotor och ankylosaurieryggkotor och taggar.